# Komunistyczna Partia Białorusi (1996)
Komunistyczna Partia Białorusi, KPB (biał. Камуністычная партыя Беларусі) – białoruska partia polityczna o profilu komunistycznym, założona w 1996. Partia uważa się za spadkobierczynię istniejącej do 1991 Komunistycznej Partii Białorusi rządzącej w BSRR. Obecnym przewodniczącym ugrupowania jest Aleksiej Sokoł, natomiast organem kierowniczym partii jest jej Komitet Centralny. Od 2019 KPB posiada 11 deputowanych w Izbie Reprezentantów Zgromadzenia Narodowego oraz 17 deputowanych w Radzie Republiki Zgromadzenia Narodowego. Partia jest jedną z najważniejszych sił politycznych współczesnej Białorusi.

## Historia
7 grudnia 1991, po zawieszeniu działalności Komunistycznej Partii Białorusi przez Radę Najwyższą Białorusi, część działaczy komunistycznych powołała do życia nowe ugrupowanie polityczne Partię Komunistów Białorusi z Siarhiejem Kalakinem na czele. Partia kontynuowała tradycje ideowe swojej poprzedniczki, bazując na zasadach marksizmu i leninizmu. W wyborach prezydenckich w 1994 kandydatem komunistów na najwyższy urząd był jeden z liderów partii – Wasil Nowikau. Władze partii w latach 1994–1995 popierały politykę prezydenta Alaksandra Łukaszenki (np. w kwestii przywrócenia radzieckich symboli państwowych). Z czasem jednak coraz bardziej się jej sprzeciwiały, w wyniku czego w 1996 doszło w partii do rozłamu. Część członków lojalnych wobec prezydenta odtworzyła Komunistyczną Partię Białorusi, podczas gdy PKB Kalakina przeszła do opozycji i stopniowo została zepchnięta na margines polityki przez Łukaszenkę.
Oficjalnie partia utworzona została 2 listopada 1996 roku, zarejestrowana 21 listopada 1996. Pomyślnie przeszła obowiązkową ponowną rejestrację 9 września 1999. W wyborach parlamentarnych zdobywała kolejno następującą liczbę mandatów:
- wybory parlamentarne na Białorusi w 2000 roku – 6 mandatów;
- wybory parlamentarne na Białorusi w 2004 roku – 8 mandatów (5,99% głosów);
- wybory parlamentarne na Białorusi w 2008 roku – 6 mandatów.

Wybory w latach 2000, 2004 i 2008 zostały uznane przez OBWE za niedemokratyczne, zatem ich oficjalne wyniki nie muszą odzwierciedlać rzeczywistego poparcia dla partii w białoruskim społeczeństwie.
15 lipca 2006 KPB zaproponowała Partii Komunistów Białoruskiej ponowne zjednoczenie. Propozycja została odrzucona, ponieważ Kalakin uznał ją za spisek służb specjalnych mający na celu zniszczenie jego partii i osłabienie opozycji.
Podczas protestów w 2020 Komunistyczna Partia Białorusi wyraziła poparcie dla prezydenta Aleksandra Łukaszenki.

## Program
Deklarowanym celem partii jest orientacja społeczeństwa na socjalistyczną drogę rozwoju, wiodącą ku budowie społeczeństwa sprawiedliwości socjalnej, opartą na zasadach kolektywizmu, wolności i równości, występującą za władzą ludu; umocnienie białoruskiej państwowości; odnowienie na zasadach dobrowolności państwowego związku narodów wchodzących wcześniej w skład Związku Socjalistycznych Republik Radzieckich.
W polityce zagranicznej partia zajmuje zdecydowanie prorosyjskie i proradzieckie stanowisko. Popiera wzmacnianie białorusko-rosyjskiego państwa związkowego i postuluje odbudowę na zasadach dobrowolności Związku Radzieckich Narodów. W listopadzie 2004 przewodnicząca KPB, wraz z szefami innych partii i organizacji proprezydenckich, podpisała Odezwę do narodu rosyjskiego. W dokumencie tym wyrażono jednoznaczne poparcie dla integracji Republiki i Federacji Rosyjskiej, w ostrych słowach krytykując siły prozachodnie w kraju.
Zdaniem Ihara Lalkoua, partia we wszystkich aspektach życia społeczno-politycznego popiera stanowisko prezydenta Białorusi Aleksandra Łukaszenki.